# 進々堂
株式会社進々堂（しんしんどう、英称：Shinshindo,Ltd.）は、日本の製パン会社である。京都市を中心に、ベーカリー、レストラン事業を営んでいる。
全国屈指のパン消費地で知られる京都府におけるパン製造販売業の先駆者として知られる。

## 概要
同社の創業当時は神戸市から良質なパンを取り寄せることが多かった。内村鑑三の弟子であった同社創業者は1924年に日本人初のパン留学生としてフランスに渡り、本格的な国産フランスパンを製造開始する。
1943年に株式会社化。1962年に伏見区に進々堂製パン株式会社を設立（のち久世郡久御山町に移転）して、食パンなどの大量製造を手がけたが、2002年に山崎製パン子会社のスリーエスフーズに譲渡した。
2015年現在、京都市内12ヶ所の直営店を構える。
また、2011年から業務用冷凍パンを全国販売している。

## 沿革
- 1913年：京都市左京区にて創業[7]。
- 1914年：店舗火災がきっかけで堀川竹屋町に移転[7]。
- 1920年：現本社所在地に移転[7]。
- 1924年：創業者の続木斉、日本人初のパン留学生としてフランスへ渡り、2年間修行を積む。帰国後にフランスパンの製造販売を開始[7]。

- 1952年：日本初の包装食パン「デイリーブレッド」発売開始[7]。
- 2001年：株式会社進々堂 稼働[7]。